# Julie Arenholt
Julie Johanne Arenholt (født 10. december 1873 på Frederiksberg, død 21. juli 1952 i København), var en dansk civilingeniør, fabriksinspektør, politiker og kvindesagsforkæmper. Hun var forkvinde for Dansk Kvindesamfund, hvor hun afløste Gyrithe Lemche.

## Biografi
Julie Arenholt tog for egen regning uddannelse på Polyteknisk Læreanstalt (i dag DTU) og i 1901 tog hun afgangseksamen som den første kvindelige fabriksingeniør i Danmark og som den blot tredje danske kvindelige ingeniør (efter Betzy Meyer og Agnes Nielsen). I 1910 blev hun ansat i Fabrikstilsynet, hvor hun som den første kvinde skulle føre tilsyn med arbejdsforholdene på bagerier og konditorier i København, hvilket gav en del omtale i pressen.
I 1907 var hun blandt initiativtagerne til Landsforbundet for Kvinders Valgret, hvor hun redigerede bladet Kvindevalgret fra 1908-12. Efter kvinderne fik valgret til kommunalbestyrelser blev hun i 1909 valgt til Københavns Borgerrepræsentation for Det Radikale Venstre. Hun sad i Borgerrepræsentationen i 1909-12 og i 1913-17.
I 1915 meldte hun sig ind i Dansk Kvindesamfund, hvor hun i 1918-21 var forkvinde. Hun var tillige i perioden 1923-29 medlem af hovedbestyrelsen for International Woman Suffrage Alliance.
Julie Arenholts Vej, en lille vej ved DTU, er opkaldt efter hende.